# Hyperythra flavata
Hyperythra flavata är en fjärilsart som beskrevs av Fabricius 1794. Hyperythra flavata ingår i släktet Hyperythra och familjen mätare. Inga underarter finns listade i Catalogue of Life.